# 哥倫比亞福爾斯 (緬因州)
哥倫比亞福爾斯（英語：Columbia Falls）是一個位於美國緬因州華盛頓縣的鎮。

## 人口
根據2020年美國人口普查的數據，哥倫比亞福爾斯的面積為63.90平方千米，當中陸地面積為63.58平方千米，而水域面積為0.31平方千米。當地共有人口476人，而人口密度為每平方千米7人。